# スターライト (テレビドラマ)
『スターライト』はテレビ東京で2005年10月2日から12月25日まで放送されたテレビドラマである。毎週日曜26時から26時30分までの30分番組。全13話。メインスポンサーはフォーサイド・ドット・コム。

## 概要
ダンサーになることを夢見て養成スクール“スターライト”へ集う若者たちの友情と挫折と成功を爽やかに描いた青春ドラマである。スターへの夢と憧れを抱き、強い友情で結ばれた5人の生き様を描く。放送終了後特典ディスク付きDVD-BOXがポニーキャニオンより発売された。

## キャスト
- 加山玲美：星井七瀬
- 松園紘太：北村悠(FLAME)
- 吉井希恵：小阪由佳
- 長谷川圭一：野口征吾(FLAME)
- 相沢莉香子：古谷香織
- 富永優里：土屋詩穂
- 羽田剛志：太田基裕
- 梶裕介：尾嶋直哉
- 荒井：Nana
- 藤森夕子

## スタッフ
- エグゼクティブプロデューサー：岩田昌之
- 企画プロデューサー：花村佳代子
- プロデューサー：大橋孝史
- ラインプロデューサー：上野境介
- アシスタントプロデューサー：川島正規
- 脚本監修：加藤正人
- 脚本：本田光
- 撮影：塩田一洋
- 監督：横山一洋

## 各話サブタイトル
- Lesson1：Overnight Success
- Lesson2：Time after Time
- Lesson3：Let's Dance
- Lesson4：Separate Ways
- Lesson5：Didn't Want To Need You
- Lesson6：Alone
- Lesson7：These Days
- Lesson8：Something In My
- Lesson9：Almost Paradise
- Lesson10：Oceans
- Lesson11：There's The Girl
- Lesson12：Don't Stop Believin'
- Last Lesson：go there

## 主題歌
- MAX「Wonder Woman」